# المنطقة العازلة بسوريا
المنطقة العازلة طالب بها بعض المتظاهرين السوريين خلال احتجاجات عام 2011، مطلقين على مليونية 2 كانون الأول 2011 «جمعة المنطقة العازلة»، كأحد أنواع التدخل الخارجي من أجل وقف أعمال العنف التي تقترفها قوات الأمن والشبيحة ضدهم.

## المنطقة
تمتد المنطقة المقترحة أواخر 2011 بطول لواء اسكندرون (إقليم هاتاي التركي) بعمق 20كم داخل الأراضي السورية، لتشمل جزئاً من محافظة حلب ومساحة واسعة من محافظة إدلب متضمنةً جسر الشغور وأريحا، حيث يتحصّن منشقون عن الجيش في منطقة جبل الزاوية.

## الهدف
الغرض المعلن وراء المنطقة منع دخول الجيش السوري إلى قرى إدلب حيث يتحصن المنشقون عن النظام, إضافة لحماية المدنيين الهاربين من القتال . وبعد تأمين المنطقة العازلة يخطط الجيش السوري الحر الانطلاق باتجاه مدينة حلب للسيطرة عليها ومن ثم السيطرة على باقي مناطق البلاد من النظام .